# Drongengoedbos
Drongengoedbos är en skog i Belgien.   Den ligger i provinsen Östflandern och regionen Flandern, i den nordvästra delen av landet, 70 km nordväst om huvudstaden Bryssel.
Omgivningarna runt Drongengoedbos är en mosaik av jordbruksmark och naturlig växtlighet. Runt Drongengoedbos är det ganska tätbefolkat, med 214 invånare per kvadratkilometer.